# Asiafroneta pallida
Espèce
Asiafroneta pallida est une espèce d'araignées aranéomorphes de la famille des Linyphiidae.

## Distribution
Cette espèce est endémique de Malaisie orientale. Elle se rencontre au Sabah sur le mont Kinabalu et au Sarawak vers Santubong.

## Description
Le mâle holotype mesure 1,95 mm et la femelle paratype 1,90 mm.

## Publication originale
- Tanasevitch, 2020 : Asiafroneta, a new genus of the spider subfamily Mynogleninae, with two new species from Borneo, East Malaysia (Araneae: Linyphiidae). Raffles Bulletin of Zoology, vol. 68, p. 56-61 (texte intégral).